# IC 728
IC 728 је спирална галаксија у сазвјежђу Дјевица која се налази на листи објеката дубоког неба у Индекс каталогу.
Деклинација објекта је - 1° 36' 5" а ректасцензија 11h 44m 50,5s. Привидна величина (магнитуда) објекта IC 728 износи 13,7 а фотографска магнитуда 14,5. IC 728 је још познат и под ознакама UGC 6720, MCG 0-30-21, CGCG 12-71, IRAS 11422-0119, PGC 36580.